# Tegafur
Tegafur là một tiền chất hóa trị liệu của 5-fluorouracil (5-FU) được sử dụng trong điều trị ung thư. Nó là một thành phần của thuốc kết hợp tegafur/uracil. Khi được chuyển hóa, nó trở thành 5-FU.
Nó đã được cấp bằng sáng chế vào năm 1967 và được chấp thuận cho sử dụng y tế vào năm 1972.

## Sử dụng trong y tế
Là một tiền chất của 5-FU, nó được sử dụng trong điều trị các bệnh ung thư sau:
- Dạ dày (khi kết hợp với gimeracil và oteracil)
- Vú (với uracil)
- Túi mật
- Phổi (cụ thể là ung thư biểu mô tuyến, điển hình là với uracil)
- Trực tràng (thường khi kết hợp với gimeracil và oteracil)
- Đầu và cổ
- Gan (với uracil) [4]
- Tụy

Nó thường được dùng kết hợp với các loại thuốc làm thay đổi tính khả dụng sinh học và độc tính của nó như gimeracil, oteracil hoặc uracil. Các tác nhân này đạt được điều này bằng cách ức chế enzyme dihydropyrimidine dehydrogenase (uracil/gimeracil) hoặc orotate phosphoribosyltransferase (oteracil).

## Tác dụng phụ
Các tác dụng phụ chính của tegafur tương tự như fluorouracil và bao gồm ức chế tủy, nhiễm độc thần kinh trung ương và nhiễm độc đường tiêu hóa (đặc biệt là tiêu chảy). Nhiễm độc đường tiêu hóa là tác dụng phụ giới hạn liều của tegafur. Nhiễm độc thần kinh trung ương phổ biến hơn với tegafur so với fluorouracil.

### Dược động học
Enzyme dihydropyrimidine dehydrogenase (DPD) chịu trách nhiệm giải độc chuyển hóa fluoropyrimidine, một nhóm thuốc bao gồm 5-fluorouracil, capecitabine và tegafur. Các biến thể di truyền trong gen DPD (DPYD) có thể dẫn đến giảm hoặc không có hoạt động DPD, và các cá nhân dị hợp tử hoặc đồng hợp tử cho các biến thể này có thể bị thiếu DPD một phần hoặc hoàn toàn; ước tính 0,2% cá nhân bị thiếu DPD hoàn toàn. Những người bị thiếu hụt DPD một phần hoặc toàn bộ có nguy cơ tăng độc tính nghiêm trọng hoặc thậm chí gây tử vong khi điều trị bằng fluoropyrimidine; ví dụ về độc tính bao gồm ức chế tủy, nhiễm độc thần kinh và hội chứng chân tay.

## Cơ chế hoạt động
Nó là một tiền chất của 5-FU, là một chất ức chế tổng hợp thymidylate.

## Dược động học
Nó được chuyển hóa thành 5-FU bởi CYP2A6.

## Bản đồ đường dẫn tương tác
Bản mẫu:FluoropyrimidineActivity WP1601